# عبد الجبار السحيمي
عبد الجبار السحيمي (1938، الرباط - 25 أبريل 2012، الرباط) هو أديب وطبيب وصحفي مغربي. تابع دراسته بمدارس محمد الخامس. التحق بالعمل الصحفي منذ أواخر الخمسينيات. أصدر رفقة محمد العربي المساري مجلة القصة والمسرح سنة 1964 كما كان مديرا لمجلة 2000 التي صدر عددها الأول والوحيد في يونيو 1970. كان رئيس تحرير جريدة العلم توفي يوم 25 أبريل 2012 بالرباط.

## المؤلفات
- مولاي، قصص. القاهرة، دار الخانجي، 1975.
- الممكن من المستحيل، قصص الرباط، مطبعة الرسالة، 1965.ط 2، الدار البيضاء، عيون المقالات، 1988.

بالإضافة إلى هذين العملين، له كتاب مشترك:
- معركتنا العربية ضد الاستعمار والصهيونية، عبد الجبار السحيمي، محمد العربي المساري وعبد الكريم غلاب، الرباط، مطبعة الرسالة، 1967.
- بخـط اليـد، طنجة، منشورات شراع، كتاب الشهر. كتابات في ركنه الشهير بخط اليد، في صحيفة العلم لسنوات طويلة.[2]